# Sōkyū Gen’yū
Sōkyū Gen’yū (jap. 玄侑 宗久, Gen’yū Sōkyū; * 28. April 1956 in Miharu, Präfektur Fukushima) ist ein japanischer Schriftsteller und buddhistischer Priester. 2001 erhielt er den Akutagawa-Preis.

## Leben
Gen’yū wurde als Sohn eines Tempelpriesters geboren. Gen’yū studierte an der Keiō-Universität chinesische Literatur, wurde mit 28 Jahren Mönch und ist derzeit am Tempel seines Vaters in Miharu als Zen-Priester tätig. Seine literarische Karriere startete Gen’yū im Jahr 2000, der Debüttext ist Mizu no hesaki (Bugwasser). Für Chūin no hana (Blumen des Zwischenreichs) erhielt er 2001 den renommierten Akutagawa-Preis. Weitere Texte sind: Aburakusasu no matsuri (Das Fest des Abraxas, dt. 2007) 2001, Kechō sange (Die Gabe der Schmetterlingsmünzen) 2001, Gokaichō kitan (Die phantastische Geschichte der öffentlichen Präsentation einer geheimen Buddhastatue) 2002, Amitâbâ Muryokomyo (Amitabha) 2003, Rîra – Kami no niwa no yūgi (Götter streifen durch die Gärten) 2004, Tashō no en - Gen’yū Sōkyū taidanshū (Glückliche Fügungen – Dialoge mit Gen’yū Sōkyū) 2007.

## Literarisches Werk
Gen’yū Sōkyū hatte mit fünfundvierzig Jahren verhältnismäßig spät ein erfolgreiches Debüt als Autor, und er hat eine für einen Schriftsteller der zeitgenössischen japanischen Literatur ungewöhnliche „Nebenbeschäftigung“: Er ist Zen-Priester und geht seiner seelsorgerischen Tätigkeit in einer Tempelgemeinde nach. Seine Texte spielen in diesem Milieu. Mit ihrer Thematisierung des Religiösen kommen sie einem esoterisch-spirituell ausgerichteten Zeitgeist entgegen. Auch in Japan gab es in den letzten Jahren, ausgehend von leidvollen Globalisierungserfahrungen wieder verstärkt Zweifel an einer ausschließlich am Materialismus und am Erfolgsstreben orientierten Lebensweise. Man wandte sich im Zuge einer vielfach konstatierten Sinnkrise dem Religiösen zu, interessierte sich für alternative Lebensentwürfe, für „Heilung“ (japanisch iyashi), japanische Erfahrungsreligiosität und für eine wiederentdeckte „japanische Spiritualität“.
In Gen’yūs literarischen Arbeiten wird das Thema des Spirituellen allerdings nicht in vordergründiger Art und Weise abgehandelt, sie setzen eine längere Tradition der Berührung von Literatur und Religion in Japan (Stichwort shūkyō to bungaku) fort. Der Autor, der in seinen jüngeren Jahren selbst in Kontakt mit verschiedenen japanischen neureligiösen Gemeinschaften kam, beschreibt das Faszinierende des Religiösen wie es Wahrsager oder Propheten verkörpern, beschreibt die als unio mystica verstandenen ekstatischen Momente und evoziert den Nachklang rätselhafter Koinzidenzen. In seinen zahlreichen nicht-fiktionalen Texten (Essays, Dialoge), in denen er sich in der Art der Ratgeberliteratur (ikikata no hon) mit essentiellen Fragestellungen um Leben und Tod beschäftigt, nähert er sich dem Trend zum Therapeutischen (Stichwort iyashi) und Spirituellen an und bedient insofern versiert die Erwartungen der japanischen Mediengesellschaft.

### Das Fest des Abraxas
Zu den interessantesten Texten Gen’yūs gehört „Das Fest des Abraxas“. In dieser Erzählung verquickt der Autor Zen, Rockmusik und eine okkulte japanische Underground-Kultur der 1960er, 1970er Jahre; eine lebendige Illustration der Parallelwelten zur japanischen Leistungsgesellschaft und ihrer problematischen Bedingungen für das Individuum entsteht. Jōnen, der Protagonist, arbeitet zusammen mit dem Priester Genshū in einem Zen-Tempel. Jōnen hat ein bewegtes Leben hinter sich. Nach einer misslungenen Karriere als Rockmusiker unternimmt der Buddhismusstudent mit siebenundzwanzig einen Selbstmordversuch, den er auch auf eine stärker werdende depressive Angststörung zurückführt. Seine zuerst als „Neurose“, dann als Depression mit manischen Phasen und schizophrenen Schüben diagnostizierte Krankheit bedingt es, dass er auf Psychopharmaka angewiesen ist. Trotzdem gibt er sich alle Mühe, mittlerweile tätig am Tempel seines Freundes und Mentors Genshū, den Alltag zu bewältigen, seiner Frau Tae und dem kleinen Sohn Riu sowie den Pflichten im Tempel gerecht zu werden. Selbstzweifel und Isolation versucht er mit Alkohol zu überwinden. Einsamkeit, Krankheit, Alkohol und Medikamente sind die eine Seite Jōnens, die andere weist über diese Grenzen hinaus auf einen genialen Musiker und einen fähigen Priester. „Das Fest des Abraxas“ ist zugleich ein bestechendes Porträt der japanischen Generation der 1960er Jahre, die den Ausstieg aus der Gesellschaft sucht und Überlebensnischen in einer unwirtlichen Gegenwart findet.